# Heulandite
La heulandite est un minéral du groupe des silicates sous-groupe des tectosilicates. C’est un nom générique qui recouvre 5 espèces : la heulandite-Ba, l'heulandite-Ca, la heulandite-K, la heulandite-Na, la heulandite-Sr. Cette scission s'est opérée en 1997 grâce au sous-comité des zéolites émanant de l'IMA.

L'heulandite-Ca, la heulandite-K, et la heulandite-Na, forment une série avec les membres de la série de la clinoptilolite.

## Inventeur et étymologie
La heulandite a été séparée de la stilbite, avec laquelle elle était confondue, par Johann August Friedrich Breithaupt en 1818, il l'avait alors nommée « euzéolite » (qui signifie « zéolite splendide »). Elle a été décrite par Henry-James Brooke en 1822, dédiée à John Henry Heuland, minéralogiste et collectionneur anglais (1778-1856).

## Topotype
Glasgow, Strathclyde (Dumbartonshire), Écosse.

## Cristallographie
- Paramètres de la maille conventionnelle : a = 17.18, b = 17.89, c = 7.428, Z = 1 beta = 116.42° V = 2044,55
- Densité calculée = 2,29

## Gîtologie
On la trouve dans les amygdales basaltiques où elle s'associe à l'apophyllite, la calcite, la datolite, la stilbite et autres zéolites.

## Synonymie
- beaumontite : minéral décrit par le minéralogiste Armand Lévy à partir d'échantillons trouvés aux États-Unis (Baltimore), il avait dédié sa découverte au géologue français Léonce Élie de Beaumont[3].
- euzéolite (Johann August Friedrich Breithaupt)[4].
- stilbite.
- zéolite lamellaire.
- zéolithe rouge du Tyrol (amalgame fait avec la stilbite)[5].

## Les espèces
- Heulandite-Ca

La plus commune, elle sert de base de description.
- Heulandite-Ba

Formule idéale : (Ba,Ca,K,Na,Sr)5Al9Si27O72•22(H2O)
Topotype : Ravnas, Vinoren, Kongsberg, Buskerud, Norvège
Cristallographie : Paramètres de la maille conventionnelle : a = 17.738, b = 17.856, c = 7.419, Z = 1 ; bêta = 116.55°, V = 2102,02 ; Densité calculée = 2,36
Masse molaire : 2990,65 gm
Densité : 2.35
Dureté : 3.5
En dehors de la Norvège, elle est connue au Canada à Calgary (Alberta) , au Japon dans la ville de Tosa (Ile de Shikoku), en Tchéquie à Chvaletice (Bohème) .
- Heulandite-K

Formule idéale : (K,Na,Ca)2-3Al3(Al,Si)2Si13O36•12(H2O)
Topotype : Albero Bassi, Santorso/Tretto, Schio, Vicenza, Veneto, Italie
Cristallographie : Paramètres de la maille conventionnelle : a = 17.498, b = 17.816, c = 7.592, Z = 1 ; bêta = 116.07°, V = 2125,96 ; Densité calculée = 2,27
Masse molaire : 2900,18 gm
Densité : 2.2
Dureté : 3-3.5
En dehors de l'Italie où il existe plusieurs occurrences, elle est retrouvée en Norvège dans la carrière de Valberg (Telemark) , en Russie dans les monts Kukisvumchorr (Péninsule de Kola) .
- Heulandite-Na

Formule idéale : (Na,Ca)2-3Al3(Al,Si)2Si13O36•12(H2O)
Topotype : au sud de Challis, Custer County, Idaho, États-Unis.
Cristallographie : Paramètres de la maille conventionnelle : a = 17.67, b = 17.982, c = 7.404, Z = 1; bêta = 116.4°, V = 2107,22 ; Densité calculée = 2,15
Densité : 2.2
Dureté : 3-3.5
En dehors des États-Unis où il existe une occurrence en Idaho et en Californie, elle est retrouvée en Grèce, en Italie à Monte di Malo (Vénétie) , au Japon dans deux occurrences dont Tsuyazaki (ile de Kyūshū) , en Norvège Kongsberg (Buskerud) .
- Heulandite-Sr

Formule idéale : (Sr,Na,Ca)2-3Al3(Al,Si)2Si13O36•12(H2O)
Topotype : la mine de Campegli, Ligurie, Italie.
Cristallographie : Paramètres de la maille conventionnelle : a = 17.655, b = 17.877, c = 7.396, Z = 1 ; bêta = 116.65°, V = 2086,32 ; Densité calculée = 2,29
Densité : 2,2
Dureté : 3-3.5
En dehors de l'Italie, cette espèce se rencontre au Canada Yellow Lake (Colombie-Britannique) , au Japon dans la ville de Tosa (Île de Shikoku), en Norvège Mine de Sulitjelma (Fauske) .

## Galerie

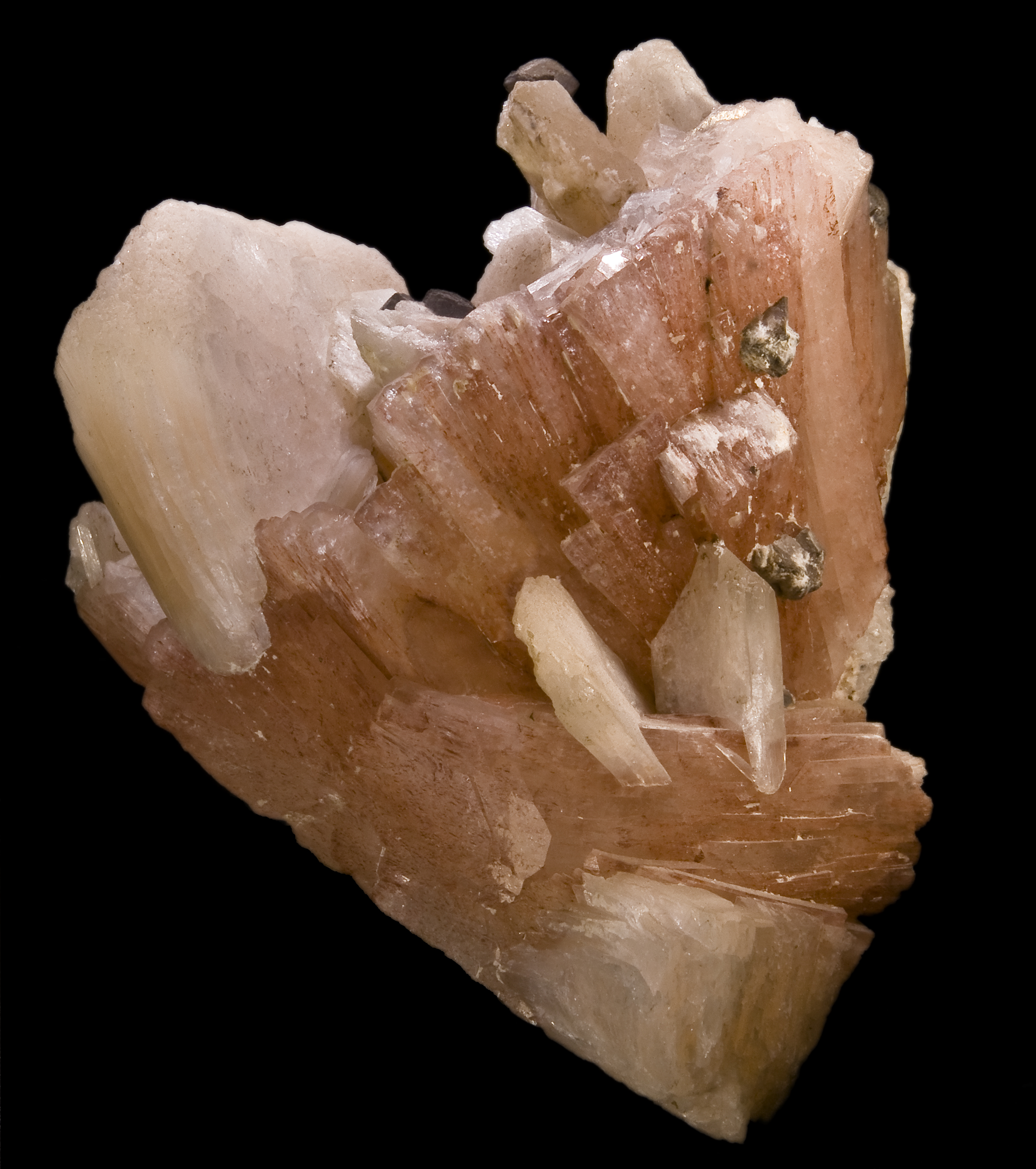
Heulandite - Carrière de Lonavala, Inde - (7,5 × 5,5 cm)
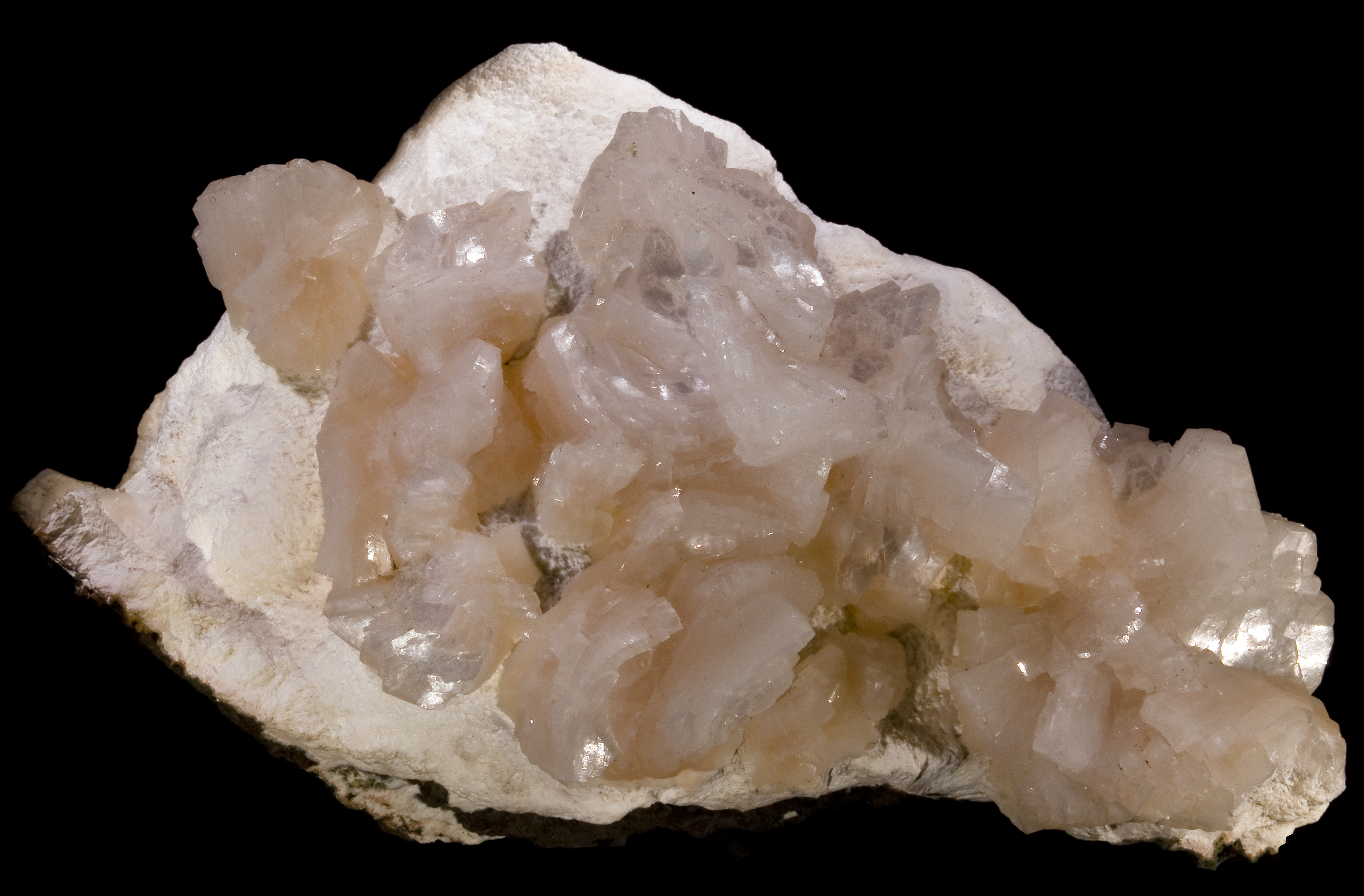
Heulandite sur thomsonite - Aurangabad Inde - (18 × 11 cm)
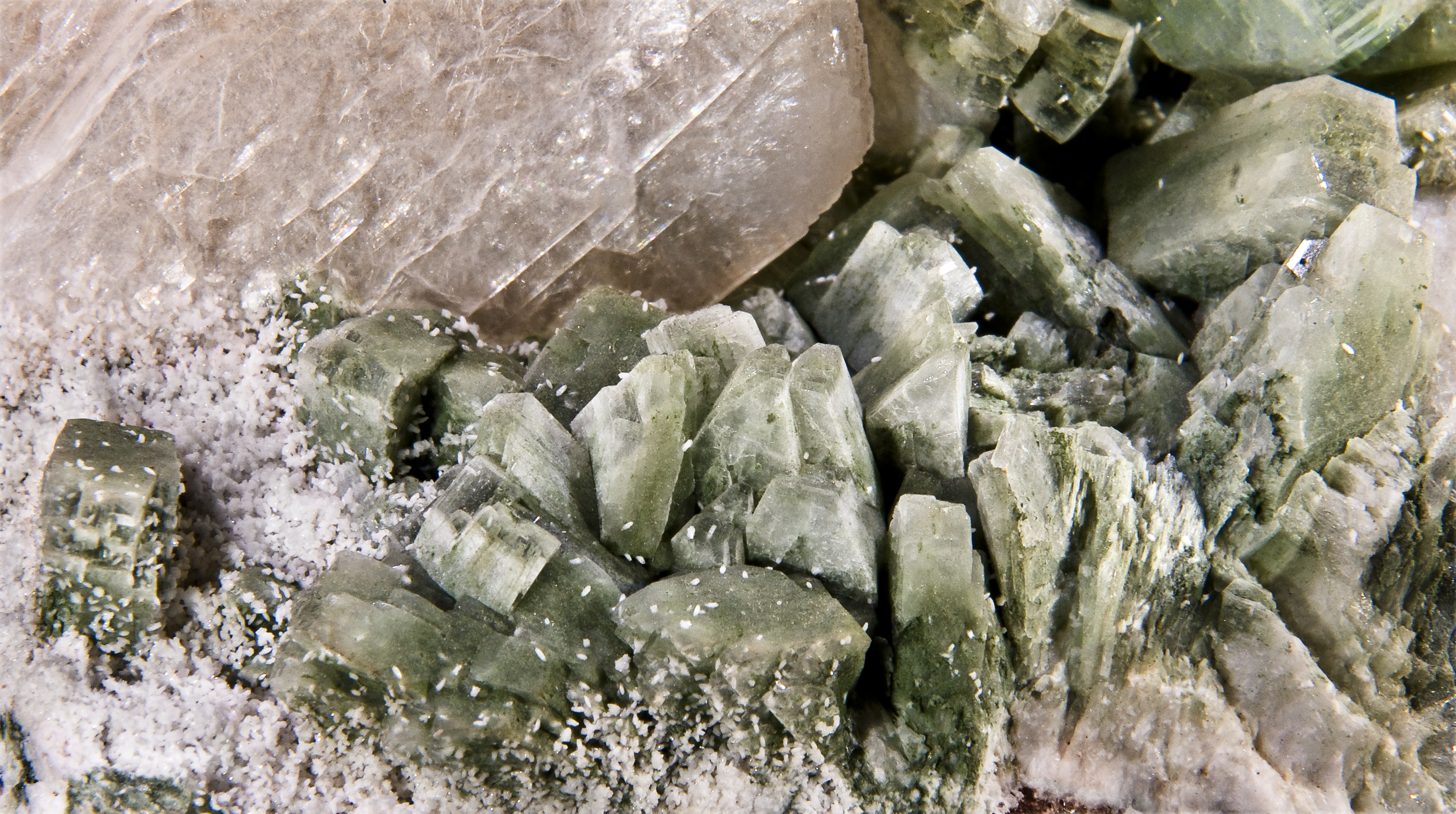
Heulandite et céladonite - Shakur Inde - (Vue 5 cm)
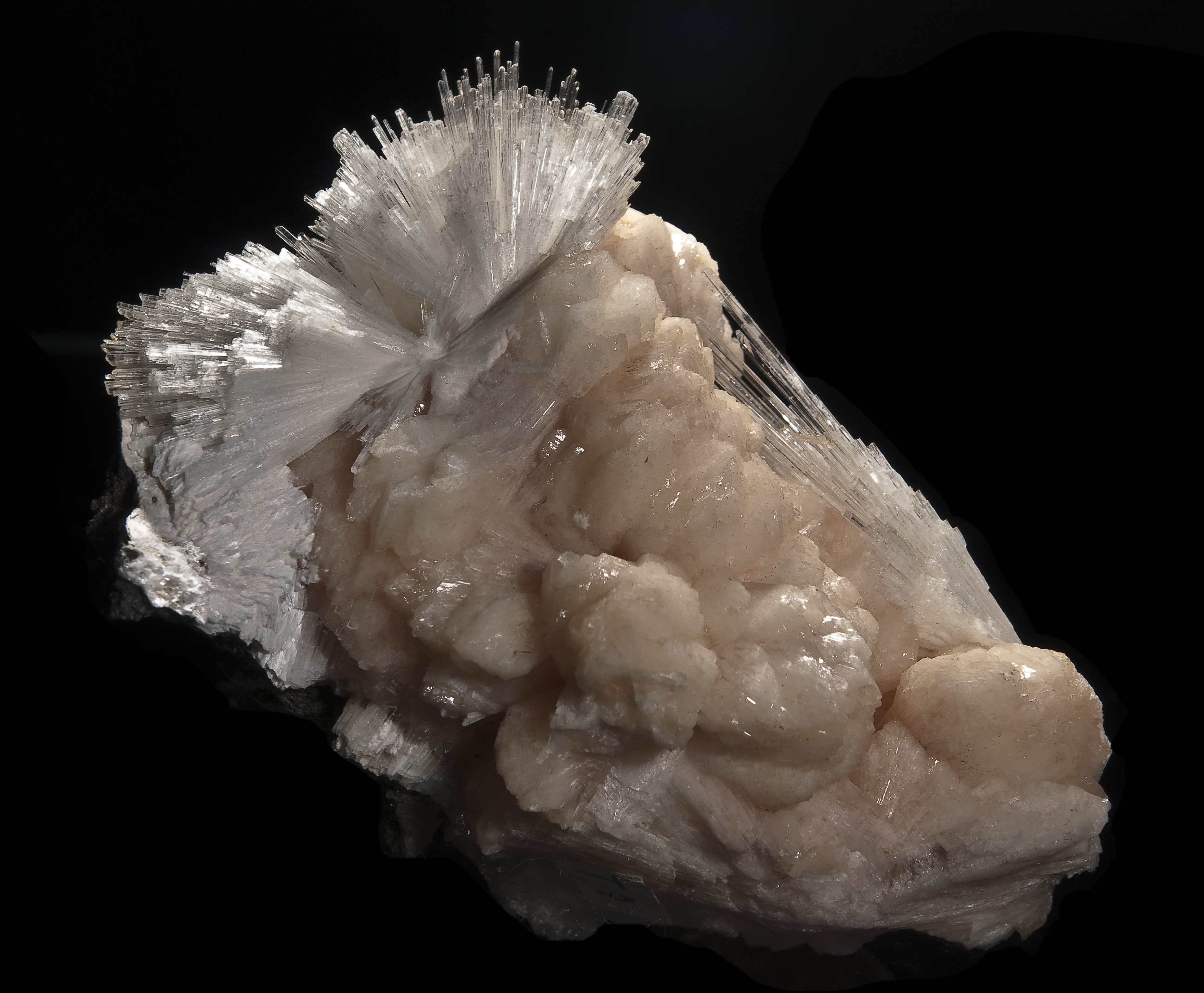
Heulandite et scolécite - Nasik, Inde - (8,2 × 5,2 cm)
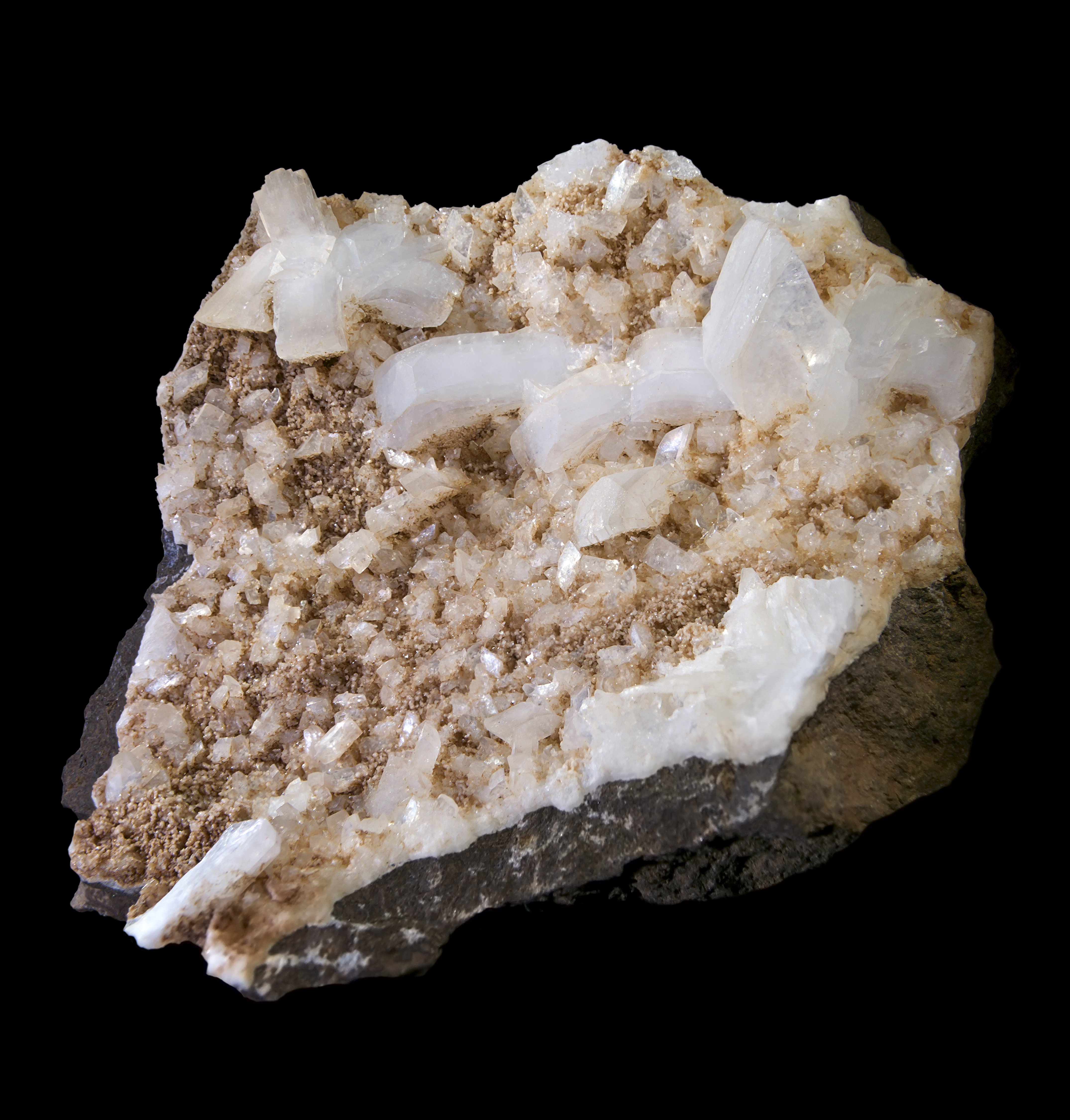
Heulandite, Teigarhorn Islande

## Gisements remarquables
- Canada

Chemin White (Lac Mathilde), Harrington, Argenteuil RCM, Laurentides, Québec
- France

La Gorraz, Pussy, Massif de la Lauzière, Savoie, Rhône-Alpes 
- Inde

Carrière de Lonavala, Lonavala, District de Poona, Maharashtra
Vaijapur, District d'Aurangabad, Maharashtra
Carrière de Shakur, District de Nasik, Maharashtra
- Islande

Teigarhorn, Berufjördur, Suður-Múlasýsla
- Italie

Drio le Pale, Gruppo del Buffaure, Val di Fassa, Trento, Trentin-Haut-Adige

## Variétés
- Barythheulandite : variété riche en baryum de formule idéale : (Na, Ca, Ba)4Al6(Al, Si)4Si13O26•24(H2O). Connue à Cape Pula, Santa Margherita di Pula, Province de Cagliari, Sardaigne, Italie.